# Ильясов, Нияз Анварович
Нияз Анварович Ильясов — российский дзюдоист, призёр чемпионата мира 2018 и 2019 годов в весовой категории до 100 кг. Победитель и призёр многих престижных соревнований является заслуженный мастером спорта по дзюдо и мастером спорта по самбо. Бронзовый призёр Олимпийских игр 2020 в Токио.

## Биография
Родился 10 августа 1995 года в семье турок-месхетинцев.
В 2016 году уроженец Батайска окончил бакалавриат факультета физической культуры и спорта педагогического института Южного Федерального Университета, сейчас продолжает обучение в магистратуре.
В спорте Нияз Ильясов с самого детства: «Мой дядя — тренер. Когда мне было восемь, папа, заметив мою энергичность, решил отдать меня на занятия самбо и дзюдо».
Уже в девять лет Нияз начал собирать награды: он завоевал «бронзу» на первенстве Батайска.
Чемпион мира 2015 года по дзюдо среди юношей.
На чемпионате мира 2018 года в Баку, в весовой категории до 100 кг завоевал бронзовую медаль, свою первую на мировом первенстве. В поединке за бронзовую медаль россиянин в дополнительное время одолел египтянина Рамадана Дарвиша.
На предолимпийском чемпионате мира 2019 года, который проходил в Токио завоевал серебряную медаль, уступив в поединке за чемпионский титул сопернику из Португалии Жорже Фонсеке.

## Награды
- Медаль ордена «За заслуги перед Отечеством» I степени (11 августа 2021 года) — за большой вклад в развитие отечественного спорта, высокие спортивные достижения, волю к победе, стойкость и целеустремленность, проявленные на Играх XXXII Олимпиады 2020 года в городе Токио (Япония)[6].

## Спортивные достижения
- Первенство Европы Бухарест 2014 — .
- Первенство мира г. Абу-Даби 2015[7] — .
- Чемпионат мира 2018[8] — .
- Гран При Загреб 2018[9] — .
- Чемпионат мира 2019[10] — .
- Летние Олимпийские игры 2020[11] — .
- Дзюдо на Всероссийской спартакиаде 2022 — ;